# Польовий Іван Степанович
Польовий Іван Степанович (07.01.1907 — 20.08.1944) — Герой Радянського Союзу (1945)

## Життєпис
Народився 7 січня 1907 в селі Миколаївка Новотроїцькому районі Херсонської області. в селянській родині. Закінчив 6 класів.
В Радянській армії з 1929 р. У 1933 р. закінчив Борисоглєбську школу пілотів.
Учасник німецько-радянської війни з червня 1941 р. Здійснив 125 бойових вилетів на Південному, Калінінському, Ленінградському фронтах.
20 серпня 1944 під час нальоту на ст. Мажейкяй (Литва) літак Ту-2 Польового був підбитий, а сам він поранений і в такому стані пілот вів літак і весь полк, 37 літаків, на свій аеродром у районі ст. Крулевщизна, посадив всі машини. Однак сам приземлитися не зміг. До аеродрому літак не долетів і упав в районі села Моложани Докшицького району Вітебської області Білоруської РСР. З екіпажу загинули пілот І. С. Польовий, штурман полку майор В. М. Ніцай. Стрілець-радист С. А. Шумко залишився живим, але від отриманих ран помер у польовому госпіталі 21.08.44 року.
Похований у м. Докшиці Вітебської області.

## Нагороди
- 23.02.45 р. І. С. Польовому присвоєно звання Героя Радянського Союзу посмертно.
- два ордена Леніна
- орден Червоного Прапора
- орден Вітчизняної війни 1 ступеня
- два ордена Червоної Зірки

## Вшанування пам'яті
- Іменем Польового названі школа, вулиця і площа у місті Докшиці (Білорусь), школа села Новомиколаївка Новотроїцького району Херсонської області.